# Sojuz MS-11
Sojuz MS-11 (ryska: Союз МС-11) är en flygning i det ryska rymdprogrammet, till Internationella rymdstationen (ISS). Farkosten sköts upp med en Sojuz-FG-raket, från Kosmodromen i Bajkonur den 3 december 2018. Farkosten dockade med rymdstationen sex timmar efter uppskjutningen.
Flygningen transporterade Oleg Kononenko, David Saint-Jacques och Anne McClain till rymdstationen. Alla tre är del av Expedition 58.
För att ge överlämningen mellan Sojuz MS-09 och Sojuz MS-11 mer tid tidigarelades flygningen från slutet av december till början av december.
Farkosten lämnade rymdstationen den 24 juni 2019. Några timmar senare återinträdde den i jordens atmosfär och landade i Kazakstan.

## Besättning
| Befälhavare    | Oleg Kononenko, RSA Hans fjärde rymdfärd Expedition 58 / 59      |
| Flygingenjör 1 | David Saint-Jacques, CSA Hans första rymdfärd Expedition 58 / 59 |
| Flygingenjör 2 | Anne McClain, NASA Hennes första rymdfärd Expedition 58 / 59     |

## Reservbesättning
| Befälhavare    | Aleksandr Skvortsov, RSA |
| Flygingenjör 1 | Luca Parmitano, ESA      |
| Flygingenjör 2 | Andrew R. Morgan, NASA   |